# Бро, Оддвар
Оддвар Бро (норв. Oddvar Brå; род. 16 марта 1951 года, Хёлунда) — норвежский лыжник, призёр Олимпийских игр, двукратный чемпион мира, победитель этапов Кубка мира. Дважды побеждал в общем зачёте неофициальных Кубков мира.
В Кубке мира Бро дебютировал в 1982 году, тогда же одержал свою первую в карьере победу на этапе Кубка мира. Всего имеет на своём счету 2 победы на этапах Кубка мира. Лучшим достижением Бро в общем итоговом зачёте Кубка мира является 5-е место в сезоне 1981/82. Официально Кубка мира ведёт свою историю с сезона 1981/82, но до этого несколько лет происходили неофициальные розыгрыши мирового кубка, и дважды в них побеждал Бро, в сезонах 1974/75 и 1978/79.
На Олимпиаде-1972 в Саппоро завоевал серебро в эстафете, а также был 9-м в гонке на 15 км.
На Олимпиаде-1976 в Инсбруке показал следующие результаты, 30 км — 19-е место, 50 км — не финишировал.
На Олимпиаде-1980 в Лейк-Плэсиде вновь завоевал серебро в эстафете, кроме того занял 9-е место в гонке на 15 км, 12-е место в гонке на 30 км и 7-е место в гонке на 50 км.
На Олимпиаде-1984 в Сараево был 32-м в гонке на 30 км .
На Олимпиаде-1988 в Калгари стартовал в двух гонках, 15 км классикой — 4-е место, эстафета — 6-е место.
За свою карьеру на чемпионатах мира завоевал две золотые и две бронзовые медали, наиболее успешным стал для Бро чемпионат мира-1982, на котором он завоевал две золотые медали.